# Constance Crawley
Constance Crawley, nata Constance Emily Thompson Crawley (Londra, 30 marzo 1879 – Los Angeles, 17 marzo 1919), è stata un'attrice, sceneggiatrice e regista inglese, rinomata interprete shakespeariana.

## Filmografia

### Attrice
- The Midianitish Woman, regia di J. Farrell MacDonald - cortometraggio (1913)
- Pelleas and Melisande, regia di J. Farrell MacDonald - cortometraggio (1913)
- Francesca da Rimini, regia di Arthur Maude - cortometraggio (1913)
- Jephtah's Daughter, regia di Arthur Maude - cortometraggio (1913)
- The Shadow of Nazareth, regia di Arthur Maude - cortometraggio (1913)
- Pagliacci, regia di Arthur Maude - cortometraggio (1913)
- A Florentine Tragedy, regia di  J. Farrell MacDonald - cortometraggio (1913)
- The Bride of Lammermoor - cortometraggio (1914)
- Mary Magdalene - cortometraggio (1914)
- Jess, regia di Arthur Maude[1] - mediometraggio (1914)
- Elsie Venner, regia di J. Farrell MacDonald - cortometraggio (1914)
- Charlotte Corday, regia di Arthur Maude[2] (1914)
- Thaïs, regia di Arthur Maude e Constance Crawley - mediometraggio (1914)
- The Wraith of Haddon Towers, regia di Arthur Maude - cortometraggio (1916)
- Lord Loveland Discovers America, regia di Arthur Maude (1916)
- Powder, regia di Arthur Maude (1916)
- Embers, regia di Arthur Maude (1916)
- Revelation, regia di Arthur Maude (1916)